# Francisco Suárez
Francisco Suárez (5. ledna 1548, Granada, Španělsko – 25. září 1617, Lisabon, Portugalsko) byl španělský právník, filosof a teolog, člen jezuitského řádu, jedna z hlavních postav „druhé", post-středověké scholastiky, který zrevidoval a přizpůsobil potřebám nové epochy scholastický systém Tomáše Akvinského.

## Životopis

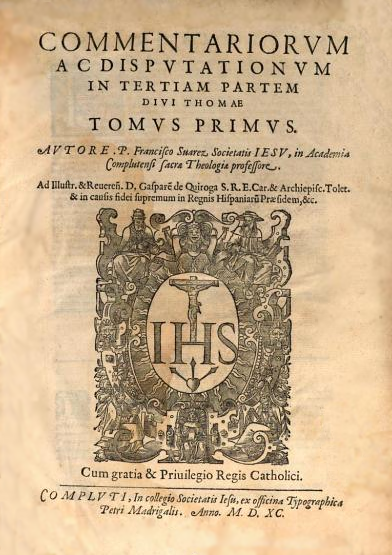
Commentariorum ac disputationum in tertiam partem divi Thomae (1590)

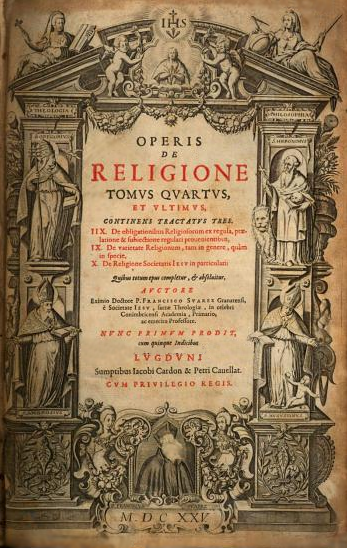
Operis de religione (1625)

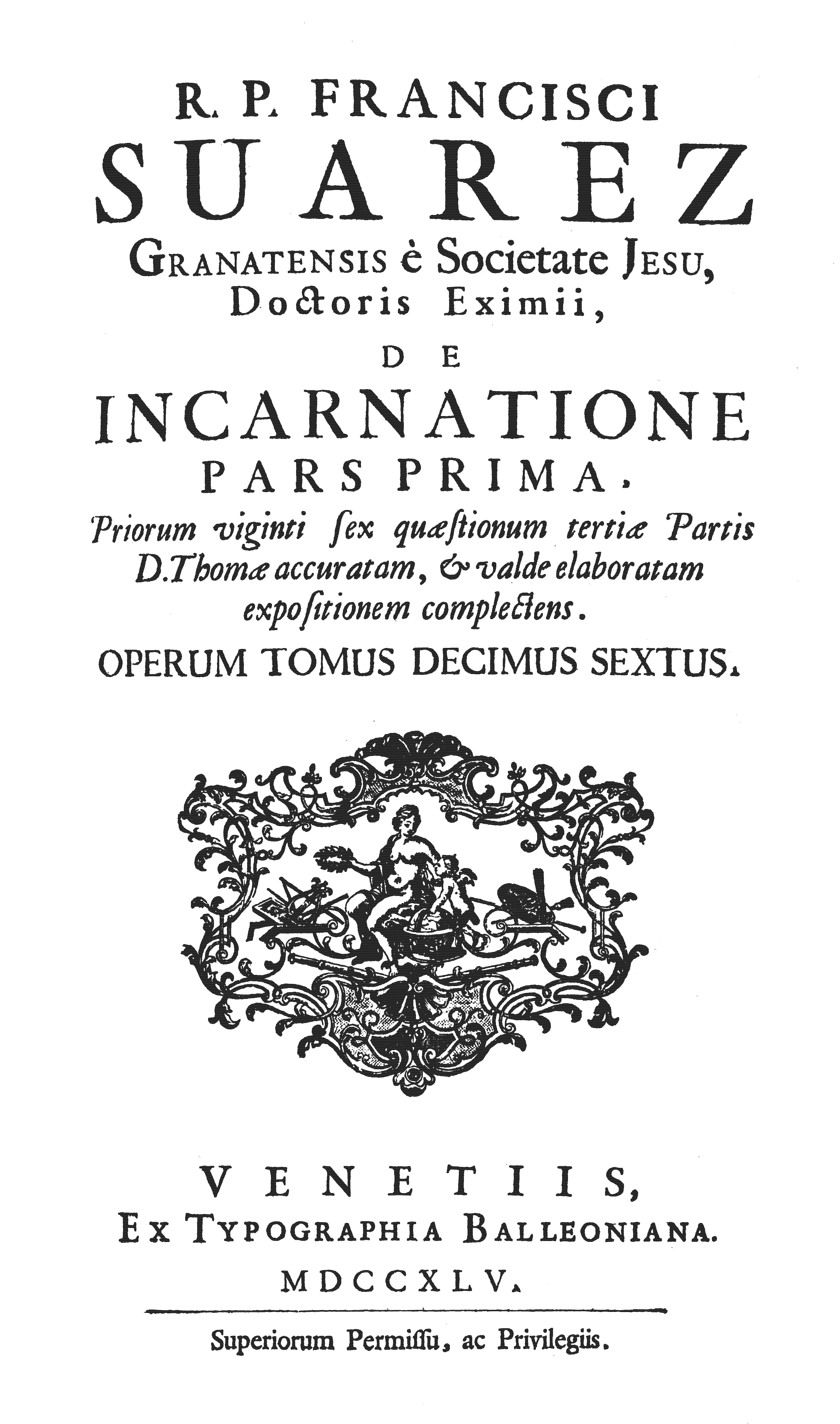
De incarnatione, pars prima (1745)

Suárez byl z osmi dětí v rodině slavného advokáta, studoval filosofii a teologii v Granadě a později právo v Salamance. Roku 1564 vstoupil do jezuitského řádu, 1572 byl vysvěcen na kněze a začal přednášet filosofii v Segovii, kde na sebe upozornil odvážným výkladem Tomáše Akvinského. Od roku 1575 přednášel teologii v Ávile, Segovii a Valladolidu. Jeho originální myšlenky vedly představené k tomu, že poslali jeho spisy k posouzení papeži, výsledkem bylo však pozvání na Collegium Romanum do Říma, kde v letech 1580–1585 přednášel a jeho přednášky navštěvoval i papež. Po návratu do Španělska přednášel v Alcalá, Salamance a Coimbře a rok před smrtí odešel do ústraní v Lisabonu.

## Dílo
Suárez přizpůsobil středověkou scholastiku novým poměrům. Jeho subtilní výklad Tomáše znamenal ve skutečnosti významné posuny. Suárezův systém staví na první místo lidskou vůli oproti rozumu a dává větší význam jednotlivému jsoucnu – a tedy i člověku – oproti Tomášovu důrazu na obecné a společné. Proto si vysloužil čestný titul doctor eximius (výjimečný učitel). Suárezova filosofie už také počítá s tím, že vedle ní existují i jiné filosofické a teologické proudy – například humanismus, reformace, ale také františkánský scotismus a klasická scholastika – a ovšem také skepticismus a věda. Koncept „přirozené teologie“ pochází vlastně také od Suáreze, i když navazuje na Tomáše a další.
V podobě, kterou jí vtiskl právě Suárez, ovlivnila scholastika celou novověkou filosofii. René Descartes se vůči ní sice vymezuje, nicméně právě z ní jeho myšlení i pojmový aparát vychází; podobný vliv měla na Gottfrieda Leibnize i na Christiana Wolffa a tudy i na Immanuela Kanta. Veliký a trvalý význam měly Suárezovy spisy právnické a státoprávní, kde hájí práva jednotlivých občanů i poddaných, odmítá božský původ panovnické moci a lidství chápe jako univerzální, což bylo významné zejména v době koloniálních výbojů. Přirozené právo chápe jako produkt boží vůle, která je však poznatelná skrze lidský rozum. Jeho státoprávní spisy nechali anglický i francouzský panovník veřejně spálit. Suáreze se dovolával Hugo Grotius a z jeho pojetí přirozeného práva, suverenity lidu až po právo na odpor i zásadní rovnosti křesťanských i nekřesťanských států v mezinárodním právu vychází moderní právní myšlení.

## Spisy

Summae theologiae. De Deo uno et trino, I, 1607

Suárezovy sebrané spisy vyšly v Benátkách (1740–1758) ve 23 svazcích a v Paříži (1856–1861) ve 28 svazcích, k nimž přibylo ještě několik doplňků. Nejznámější spisy jsou:
- De Deo incarnato, (O vtěleném Bohu, 1590)
- Disputationes metaphysicae, (Metafysické disputace, 1597), jeho hlavní metafysické dílo
- De iustitia Dei, (O boží spravedlnosti,1599)
- De legibus ac Deo legislatore, (O zákonech a Bohu zákonodárci, 1612), teorie práva
- Defensio fidei, (Obrana víry, 1613).